# Najo Adžović
Najo Adžović (né v. 1971) à Podgorica, anciennement Titograd est un écrivain rom monténégrin d'expression italienne, auteur notamment de Rom. Il popolo invisibile (Rome, ed. Palombi, 2005)  (ISBN 978-8876214943), une réflexion sur l'intégration.

## Biographie
Au début de la guerre civile yougoslave Adžović est caporal dans l'armée serbe, il a pour ordre d'exécuter quinze jeunes musulmans bosniaques.  Il refuse  et laisse fuir les prisonniers; il se condamne ainsi comme déserteur et traître. Il se réfugie en  Italie en 1990 et devient un "invisible" .
En 2008, Najo Adžović remporte le prix « Rachel Correi » du « Centro per la Pace e la Nonviolenza » (Centre pour la paix et la non-violence) de la commune d'Ovada pour le projet La maison pour tous.
Réfugié et vivant avec sa femme et ses cinq enfants depuis le début des années 1990 en Italie dans le camp Casilino 900 de Rome, l'un des plus grands camps rom d'Europe, il est le porte parole et représentant de la communauté rom de la ville,,,,, et l'initiateur de l'association Nuova Vita  pour un avenir plus digne par la scolarisation, la formation et le travail .